# Storchschnabel-Bläuling

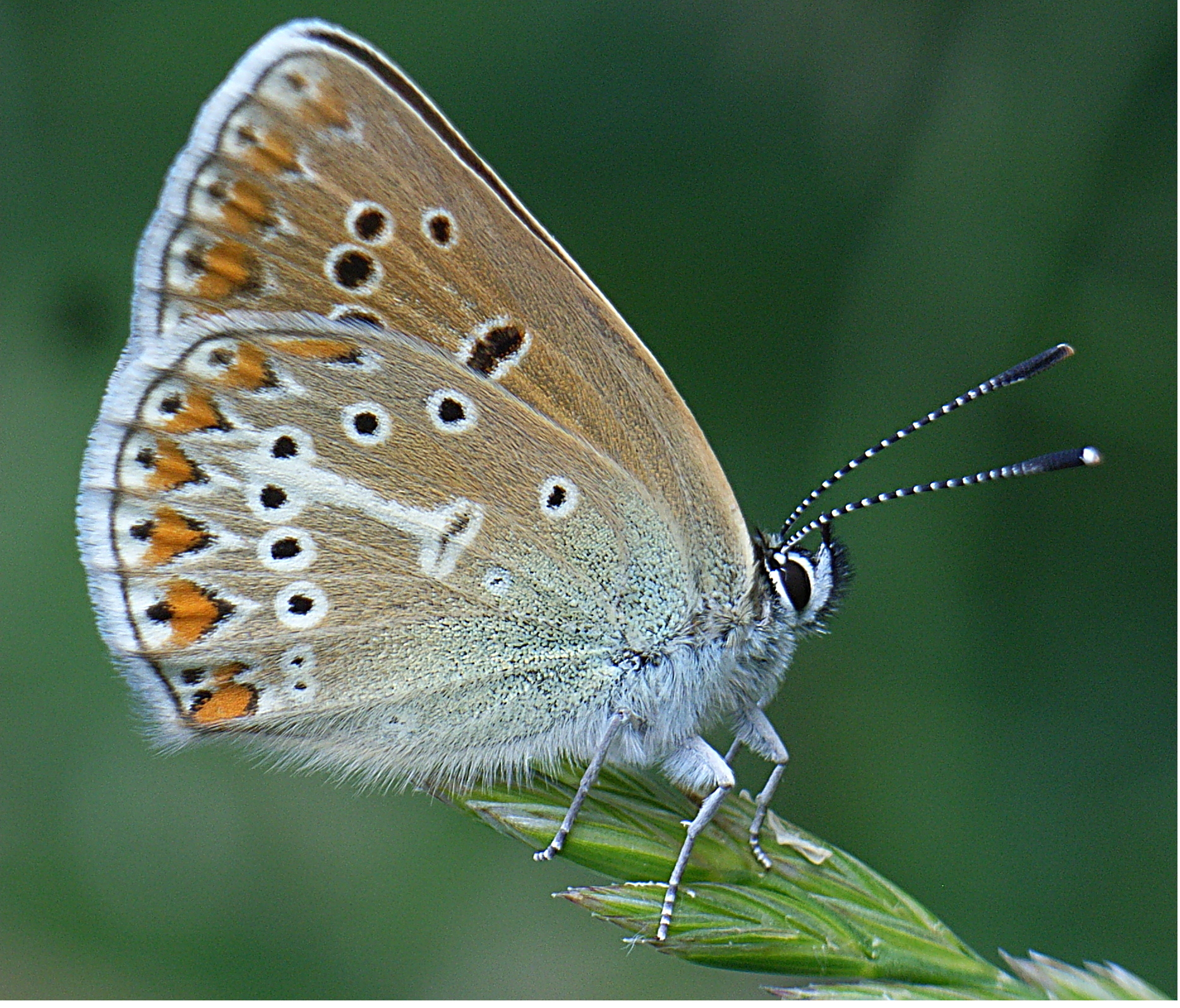
Flügelunterseite

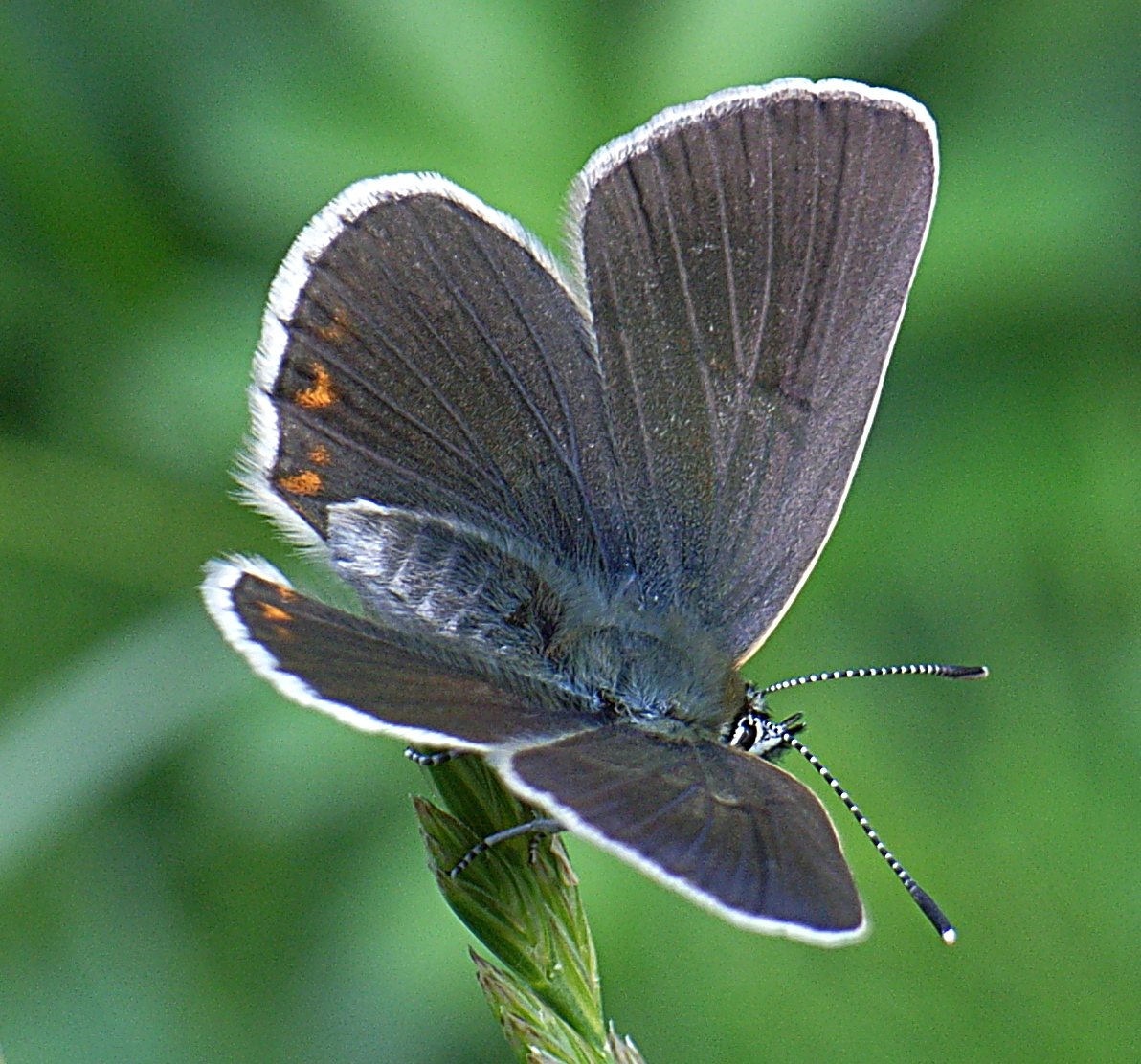
Flügeloberseite

Der Storchschnabel-Bläuling oder Schwarzbraune Bläuling (Eumedonia eumedon) ist ein Schmetterling (Tagfalter) aus der Familie der Bläulinge (Lycaenidae).

## Merkmale
Die Falter erreichen eine Flügelspannweite von 26 bis 30 Millimeter. Die Flügeloberseiten sind bei beiden Geschlechtern dunkelbraun, die Weibchen haben zusätzlich an den Rändern auf den Innenseiten der Hinterflügel meist kleine, orangefarbene Flecke. Die Flügelunterseite ist hell graubraun und hat orange Randflecke, weiter innen liegend schwarze, weiß umrandete Flecke und einen auffallenden, weißen Längswisch.
Die Raupen werden ca. 15 Millimeter lang. Sie sind hellgrün, haben aber manchmal rötliche Seitenbinden. Sie haben kurze, durchsichtig-weiße Haare.

### Synonyme
- Plebejus eumedon, häufig fälschlich auch Plebeius eumedon geschrieben[3]
- Eumedonia eumedon[4]
- Lycaena eumedon[4][5]
- Eumedonia chiron[6][5]
- Aricia eumedon[6][5]
- Polyommatus eumedon

## Vorkommen
Der Storchschnabel-Bläuling kommt in Mitteleuropa besonders im Süden und Osten vor. In Deutschland fehlt er im Norden,  er kommt aktuell noch in Bayern, Baden-Württemberg und in Rheinland-Pfalz vor. Er ist auch vereinzelt in Teilen Südeuropas und in der Türkei vertreten. Nach Osten reicht das Verbreitungsgebiet über die Mongolei bis zum Altaigebirge. Die Art lebt sowohl auf Feuchtwiesen und feuchten Waldlichtungen als auch in trockenwarmen Gebieten wie z. B. an Säumen von Steppenheidewäldern. In Deutschland ist die Art sehr selten. In Rheinland-Pfalz gilt die Art als vom Aussterben bedroht.

## Lebensweise
Die Falter sind sehr standorttreu und leben zum Teil in großen Stückzahlen gemeinsam auf nur wenigen Quadratmetern um ihre Futterpflanzen herum. Auch die Falter ernähren sich von den Storchschnabelpflanzen, sie saugen den Nektar ihrer Blüten.

### Flug- und Raupenzeiten
Die Falter fliegen in einer Generation regional bereits ab Ende Mai, ansonsten im Juni und Juli. Die Jungraupen leben sehr versteckt in den Samenständen ab Juni bis Juli. Spätestens im August verlassen sie die Fraßpflanzen zur Überwinterung bis im März des Folgejahres. Nach der Überwinterung von April bis Mai leben sie wieder auf den Fraßpflanzen.

### Nahrung der Raupen
Die Raupen ernähren sich je nach Lebensraum unterschiedlich. In Feuchtgebieten fressen sie an Sumpf-Storchschnabel (Geranium palustre), in trockenen Biotopen am Blutroten Storchschnabel (Geranium sanguineum), man findet sie aber manchmal auch an anderen Storchschnabel-Arten, wie Wald-Storchschnabel (Geranium  sylvaticum), Knolliger Storchschnabel (Geranium tuberosum), Wiesen-Storchschnabel (Geranium pratense), Grauer Storchschnabel (Geranium cinereum).

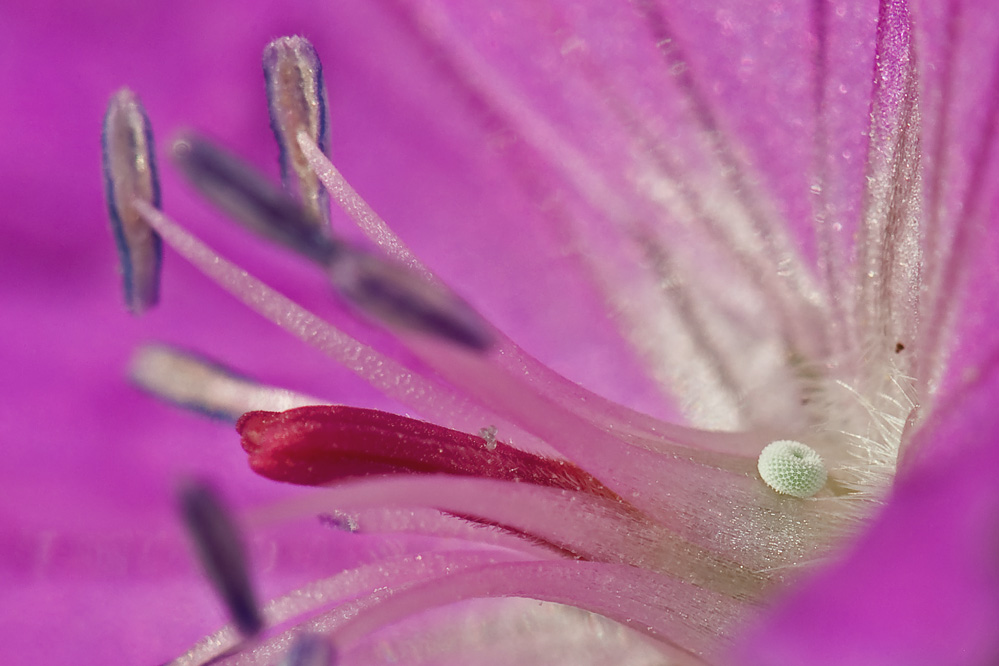
Ei an Blutstorchschnabel
(Heuberg, Schwäbische Alb)

## Entwicklung
Die Weibchen legen ihre abgeflachten, weißen Eier einzeln in die Innenseite der Blüten an deren Griffel. Die Raupen fressen sich nach dem Schlüpfen in den Fruchtknoten ein und fressen die Samenanlagen der Pflanzen. Nach der zweiten Häutung steigen sie auf den Boden hinab und überwintern am Fuße der Pflanzen. Im Frühling befressen sie die Blätter der Pflanzen. Dabei fressen sie typischerweise den Blattstiel an, dessen Blatt sich dann durch das rasche Welken nach unten biegt. Unter diesem „Schirm“ verkriecht sich die Raupe. Sie wird meistens von Ameisen begleitet. Die Ameisen ernähren sich dabei von  den süßen Ausscheidungen einer speziellen Honigdrüse, die sich auf dem hinteren Teil des Rückens der Raupen befindet. Als Gegenleistung beschützen die Ameisen die Raupen vor kleineren Feinden.

## Gefährdung und Schutz
- Rote Liste BRD: 2 (stark gefährdet)[9]